# Ferrari 488 GTE

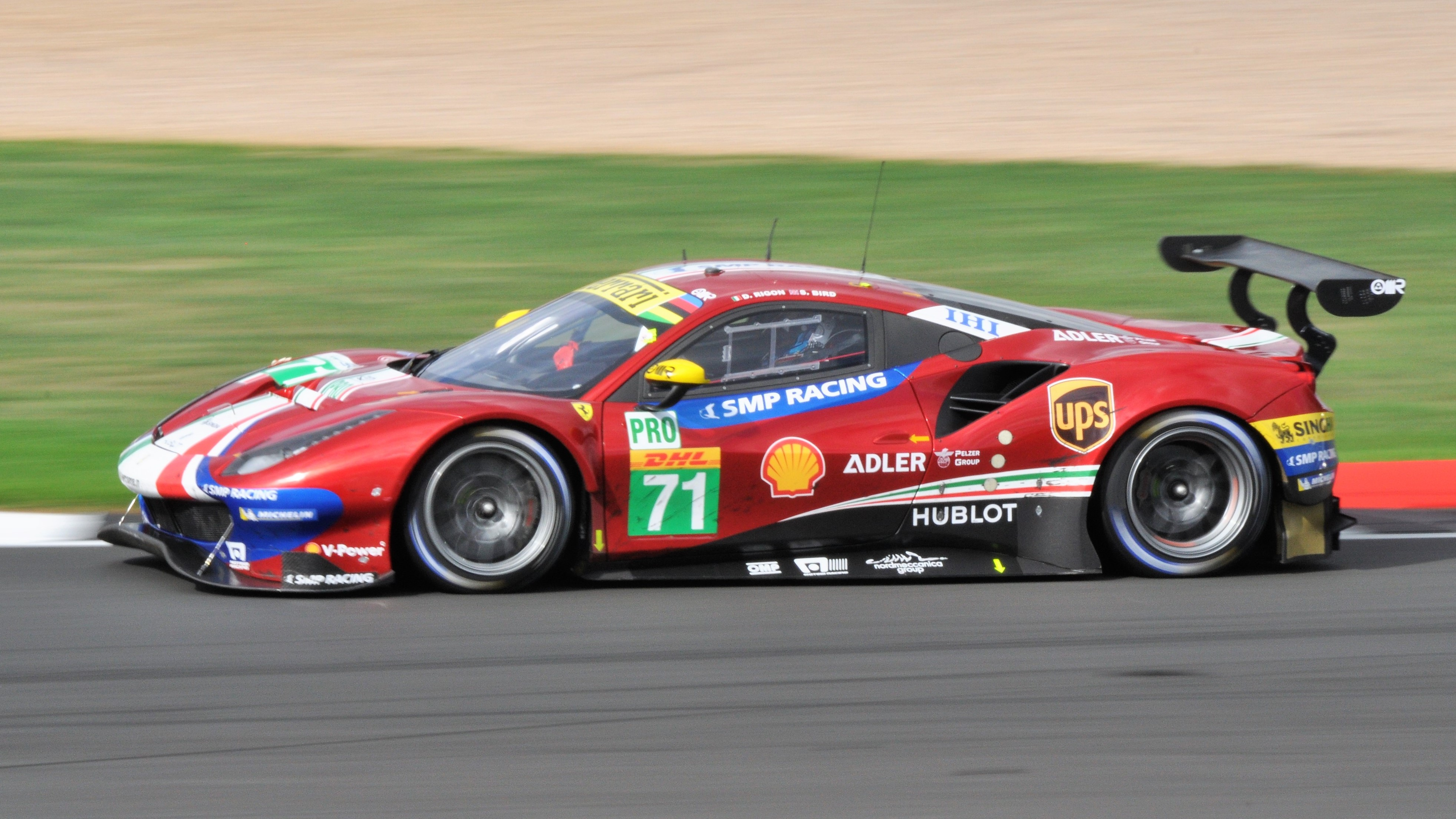
Sam Bird im Ferrari 488 GTE beim 6-Stunden-Rennen von Silverstone 2018

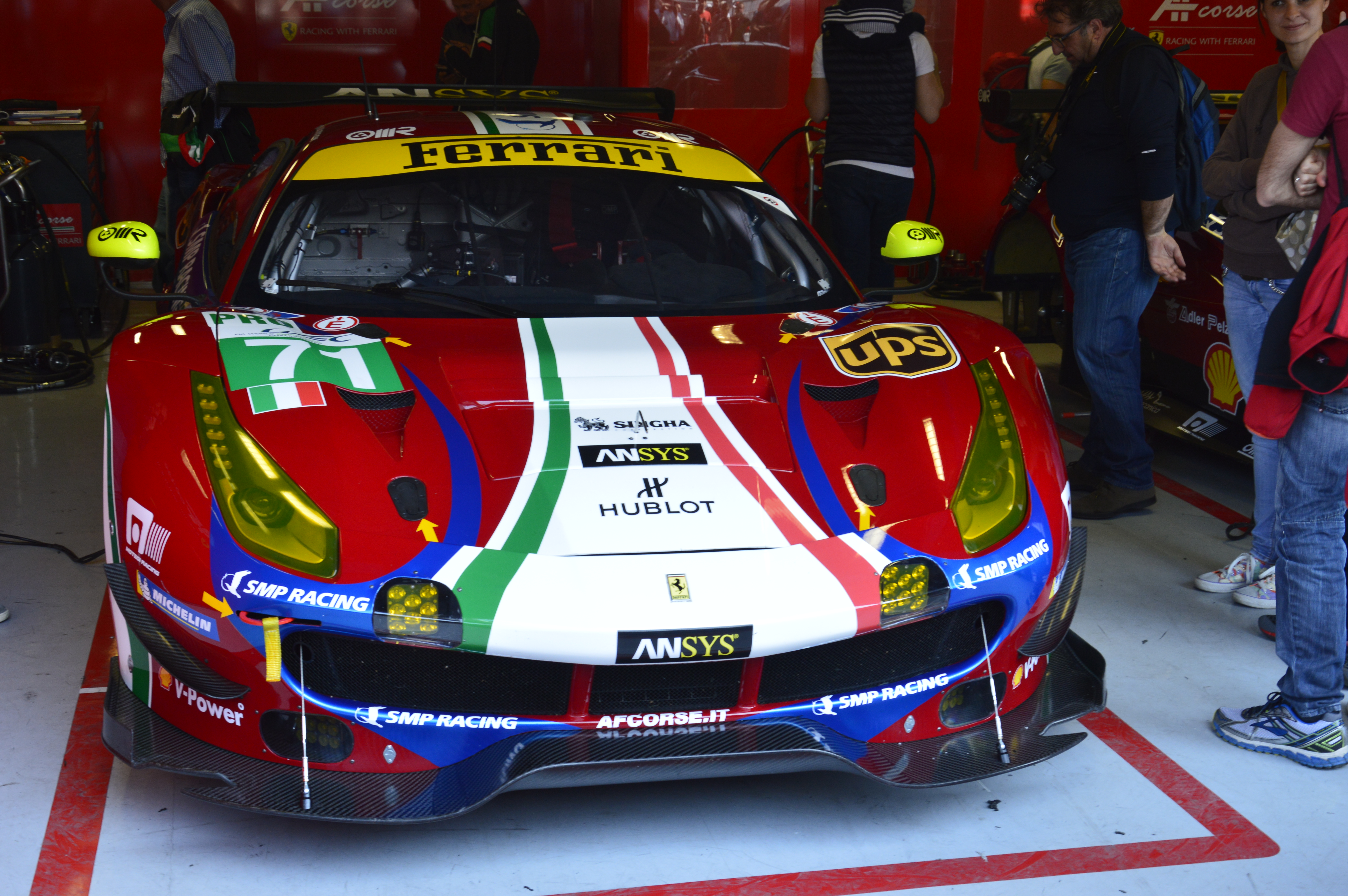
488 GTE vor einem Rennen

Der Ferrari 488 GTE ist ein Rennsportwagen des italienischen Automobilherstellers Ferrari, für die GTE-Klasse, der auf dem Serienmodell des Ferrari 488 basiert. Der 488 GTE ist das Nachfolgemodell des Ferrari 458 GTE.

## Geschichte
Der 488 GTE wurde Ende 2015 zeitgleich mit der auf demselben Modell basierenden GT3-Version des Wagens auf der Ferrari Finali Mondiali vorgestellt. Er wird seit 2016 in der Sportwagenweltmeisterschaft gefahren und hat 2017 in der GTE-Klasse, mit Alessandro Pier Guidi und James Calado, den Weltmeistertitel erringen können.
Für 2018 entwickelte Ferrari ein Evo-Kit für die Rennmodelle des F488 das allerdings lediglich aerodynamische Detailverbesserungen umfasste. Er wird ab 2024 mit dem Auslaufen der GTE-Klasse in den meisten Meisterschaften durch den Ferrari F296 GT3 ersetzt.

## Einsatzserien
- FIA-Langstrecken-Weltmeisterschaft (FIA-WEC)
- Europäische Le Mans Serie (ELMS)
- IMSA WeatherTech SportsCar Championship

## Technische Daten
- Motor: 4,0-l-V8-Biturbomotor
- Leistung: 490 PS
- Drehmoment: 650 Nm
- Gewicht: 1260 kg
- Länge: 4633 mm
- Breite: 2045 mm
- Höhe: 1160 mm
- Radstand: 2700 mm